# Список тренировочных баз чемпионата Европы по футболу 2012
Список тренировочных баз чемпионата Европы по футболу 2012 был утверждён 1 октября 2010 года УЕФА. На Украине и в Польше представили в то же время список из 38 тренировочных центров, рекомендованных для размещения команд (из них 21 база в Польше и 17 на Украине).

## Регламент выбора баз
Согласно регламенту, Польша и Украина должны были предоставить на рассмотрение УЕФА по 16 тренировочных баз, отвечающих следующим условиям:
- наличие четырёх- или пятизвёздочного отеля или спортивного комплекса
- наличие необходимого количества номеров
- возможности для долговременного пребывания, наличие тренажёрного зала, бассейна, массажного кабинета, комнаты отдыха, конференц-зала и так далее
- наличие мест для тренировок около гостиницы, отвечающих стандартам УЕФА: хотя бы одно поле стандартного размера, позволяющее проводить открытые и закрытые тренировки

## Список баз

### Полный список тренировочных баз
| #   | Поле                                     | Расположение                        | Ближайший город Евро |
| --- | ---------------------------------------- | ----------------------------------- | -------------------- |
| P01 | Пуцк, городской стадион                  | гостиница (6 км)                    | Гданьск (61 км)      |
| P02 | Гневино, городской стадион               | гостиница (0,3 км)                  | Гданьск (77 км)      |
| P03 | Слупск, городской стадион                | гостиница (9 км)                    | Гданьск (139 км)     |
| P04 | Гдыня, городской стадион                 | гостиница (4 км) / гостиница (7 км) | Гданьск (19 км)      |
| P05 | Гданьск, городской спортивный центр      | готель (9 км)                       | Гданьск (0 км)       |
| P06 | Оструда, городской стадион               | гостиница (0,4 км)                  | Гданьск (135 км)     |
| P07 | Любава, городской стадион                | гостиница (19 км)                   | Гданьск (156 км)     |
| P08 | Колобжег, городской стадион              | гостиница (5 км)                    | Познань (286 км)     |
| P09 | Мендзыжеч, городской стадион             | гостиница (14 км) / (12 км)         | Познань (90 км)      |
| P10 | Опаленица, городской стадион             | гостиница (0,1 км)                  | Познань (42 км)      |
| P11 | Легионово, городской стадион             | гостиница (16 км)                   | Варшава (37 км)      |
| P12 | Варшава, стадион «Полония»               | гостиница (3 км)                    | Варшава              |
| P13 | Сулеювек, городской стадион              | гостиница (13 км)                   | Варшава (19 км)      |
| P14 | Варка, тренировочный центр               | гостиница (0,1 км)                  | Варшава (60 км)      |
| P15 | Пулавы, городской стадион                | гостиница (13 км)                   | Варшава (143 км)     |
| P16 | Кельце, городской стадион                | гостиница (9 км)                    | Варшава (182 км)     |
| P17 | Вроцлав, стадион «Опоровска»             | гостиница (3 км)                    | Вроцлав              |
| P18 | Еленя-Гура, городской стадион            | гостиница (7 км)                    | Вроцлав (114 км)     |
| P19 | Тыхы, городской стадион / ТЦ «Папроцани» | гостиница (27 км / 0,4 км)          | Вроцлав (223 км)     |
| P20 | Краков, городской стадион                | гостиница (2 км)                    | Вроцлав (278 км)     |
| P21 | Величка, городской стадион               | гостиница (13 км)                   | Вроцлав (290 км)     |

| #   | Поле                                                        | Расположение                              | Ближайший город Евро |
| --- | ----------------------------------------------------------- | ----------------------------------------- | -------------------- |
| U01 | ТЦ «Кирша»                                                  | ТЦ «Кирша»                                | Донецк (17 км)       |
| U02 | ТЦ «Металлург»                                              | а) ТЦ «Металлург» б) гостиница (11 км)    | Донецк (15 км)       |
| U03 | Запорожье, Славутич-Арена                                   | гостиница (7 км)                          | Донецк (217 км)      |
| U04 | Новопавловка, ТЦ «Скиф»                                     | ТЦ «Скиф»                                 | Донецк (563 км)      |
| U05 | Севастополь, одноимённый стадион                            | гостиница (5,5 км)                        | Донецк (625 км)      |
| U06 | ТЦ «Металист»                                               | ТЦ «Металист»                             | Харьков (17 км)      |
| U07 | Полтава, стадион «Ворскла»                                  | гостиница (2 км)                          | Харьков (143 км)     |
| U08 | Днепропетровск, стадион «Метеор»                            | а) гостиница (37 км) б) гостиница (17 км) | Харьков (216 км)     |
| U09 | Киев, Оболонь-Арена                                         | гостиница (14,5 км)                       | Киев                 |
| U10 | Буча, ТЦ «Оболонь»                                          | гостиница (6,8 км)                        | Киев (31 км)         |
| U11 | Ирпень, стадион Национального университета налоговой службы | гостиница (3,8 км)                        | Киев (33 км)         |
| U12 | ТЦ «Конча-Заспа»                                            | ТЦ «Конча-Заспа»                          | Киев (17 км)         |
| U13 | Одесса, стадион «Спартак»                                   | гостиница (18 км)                         | Киев (490 км)        |
| U14 | Львов, стадион «Сокол»                                      | гостиница (17 км)                         | Львов                |
| U15 | Тернополь, городской стадион                                | гостиница (3 км)                          | Львов (120 км)       |
| U16 | Дрогобыч, городской стадион                                 | гостиница (10 км, Трускавец)              | Львов (84 км)        |
| U17 | Ужгород, стадион «Авангард»                                 | гостиница (4 км)                          | Львов (273 км)       |

### Выбранные сборными базы[1]
16 национальных сборных-участниц Евро-2012 выбрали свои тренировочные базы в 2011 году после жеребьёвки. 13 команд выбрали Польшу для базирования, всего 3 — Украину.

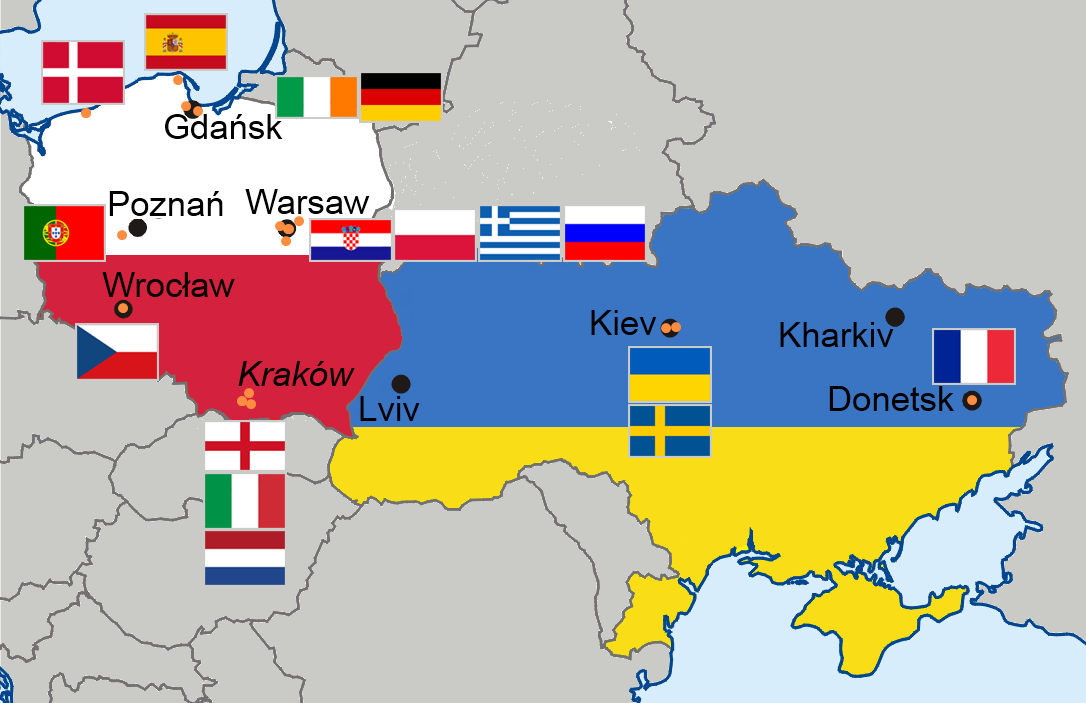
Карта расположения баз команд в Польше и Украине. Оранжевые точки — базы. Чёрные точки — стадионы.

| Команда    | Прибытие | Отъезд | Место расположения      | Места проведения матчей |
| ---------- | -------- | ------ | ----------------------- | ----------------------- |
| Хорватия   | 5 июня   |        | Варка около Варшавы     | Гданьск и Познань       |
| Чехия      | 3 июня   |        | Вроцлав                 | Вроцлав                 |
| Дания      | 4 июня   |        | Колобжег                | Харьков и Львов         |
| Англия     | 6 июня   |        | Краков                  | Киев и Донецк           |
| Франция    | 6 июня   |        | Донецк                  | Киев и Донецк           |
| Германия   | 3 июня   |        | Гданьск                 | Харьков и Львов         |
| Греция     | 3 июня   |        | Яхранка около Варшавы   | Варшава и Вроцлав       |
| Ирландия   | 5 июня   |        | Сопот около Гданьска    | Гданьск и Познань       |
| Италия     | 5 июня   |        | Краков                  | Гданьск и Познань       |
| Нидерланды | 4 июня   |        | Краков                  | Харьков                 |
| Польша     | 28 мая   |        | Варшава                 | Варшава и Вроцлав       |
| Португалия | 4 июня   |        | Опаленица около Познани | Харьков и Львов         |
| Россия     | 3 июня   |        | Варшава                 | Варшава и Вроцлав       |
| Испания    | 5 июня   |        | Гневино около Гданьска  | Гданьск                 |
| Швеция     | 6 июня   |        | Киев                    | Киев                    |
| Украина    | 6 июня   |        | Киев                    | Киев и Донецк           |